# Steinhorst (Niedersachsen)
Steinhorst er en kommune i Landkreis Gifhorn i den tyske delstat Niedersachsen. Den ligger i den vestlige del af amtet (Samtgemeinde) Hankensbüttel.

## Geografi
Steinhorst ligger ved floden Lachte mellem naturparkerne Südheide og Drömling.
En del af det 1.090 hektar store naturbeskyttelsesområde Obere Lachte, Kainbach, Jafelbach ligger i kommunen.

### Nabokommuner
Kommunen Steinhorst grænser mod nord til Sprakensehl, mod øst til Dedelstorf, mod syd til Groß Oesingen og mod vest Landkreis Celle.

### Inddeling
I Steinhorst kommune ligger landsbyerne:
- Lüsche
- Räderloh
- Steinhorst